# Brady Leman
Brady Leman (Calgary, 16 de octubre de 1986) es un deportista canadiense que compitió en esquí acrobático, especialista en la prueba de campo a través.
Participó en tres Juegos Olímpicos de Invierno, obteniendo una medalla de oro en Pyeongchang 2018, en la prueba de campo a través, el cuarto lugar en Sochi 2014 y el sexto en Pekín 2022.
Ganó una medalla de plata en el Campeonato Mundial de Esquí Acrobático de 2019. Adicionalmente, consiguió dos medallas en los X Games de Invierno.

## Medallero internacional
| Juegos Olímpicos   | Juegos Olímpicos            | Juegos Olímpicos | Juegos Olímpicos |
| Año                | Lugar                       | Medalla          | Prueba           |
| ------------------ | --------------------------- | ---------------- | ---------------- |
| 2018               | Pyeongchang (Corea del Sur) | Medalla de oro   | Campo a través   |
| Campeonato Mundial |                             |                  |                  |
| Año                | Lugar                       | Medalla          | Prueba           |
| 2019               | Park City (Estados Unidos)  | Medalla de plata | Campo a través   |

| X Games de Invierno | X Games de Invierno    | X Games de Invierno | X Games de Invierno |
| Año                 | Lugar                  | Medalla             | Prueba              |
| ------------------- | ---------------------- | ------------------- | ------------------- |
| 2010                | Aspen (Estados Unidos) | Medalla de bronce   | Campo a través      |
| 2016                | Aspen (Estados Unidos) | Medalla de oro      | Campo a través      |